# Тибо V де Блуа
Тибо V Добрый де Блуа (фр. Thibaut V le Bon de Blois; 1130 — 20 января 1191) — граф Блуа, Шатодена и Шартра (1152—1191), сын Тибо II Великого, графа Шампани, Блуа и Шарта и Матильды Каринтийской. Брат королевы Адели Шампанской, супруги короля Людовика VII Французского, а также Генриха I Щедрого, Гильома Белые Руки, Этьена де Сансерр, Агнес де Блуа, графини де Бар и Марии де Блуа, герцогини Бургундской.

## Биография
В 1152 году стал сенешалем Франции. В этом же году, после смерти отца, наследует графства Блуа и Шартр. Его старший брат, Генрих I, выбирает для себя графство Шампань, а младшему брату, Этьену, достаётся графство Сансерр.
Тибо жил, по-большей части, в Шартре, в котором отремонтировал и укрепил городские стены.
Первым браком Тибо был женат на Сибилле де Шато-Ренар, по которой стал сеньором де Шато-Ренар. После её смерти его сестра королева Адель Шампанская устроила его брак со своей падчерицей, Алисой Французской, дочерью короля Людовика VII от первого брака с Алиенор Аквитанской.
Во время восстания против молодого короля Филиппа II, в котором приняли участие большинство крупных феодалов Франции, в том числе и старший брат Тибо, граф Генрих I Шампанский, он примкнул к мятежникам, но позже примирился с королём и участвовал вместе с ним в третьем крестовом походе. Летом 1190 года Тибо прибыл в Святую землю. Погиб 20 января 1191 года при осаде Акры.

## Семья и дети
- 1-я жена: Сибилла де Шато-Ренар (ум. до 1164)
- 2-я жена: (с 1164) Алиса Французская (1150—1195), дочь Людовика VII, короля Франции и Алиенор Аквитанской. Имели 7 детей:

Тибо, Генри и Филипп — умерли в детстве.
- 1. Людовик (ум. 1205), граф Блуа, Шартра и Клермона; ж- Екатерина, графиня де Клермон-ан-Бовези;
  2. Маргарита (1170—1230), графиня Блуа и Шатодена;
м1- (с ок. 1183) Гуго III д’Уази (ум. 1189), виконт Камбре;
м2- (с ок. 1190) Отон I (ум. 1200), граф Бургундский;
м3- (с после 1200) Готье II д'Авен (ум. 1246), сеньор де Гиз.
  3. Аделаида (ум. 1244), аббатиса Фонтевро в 1227;
  4. Изабелла (ум. 1248), графиня Шартра и Роморантена;
м1- Сульпиций д’Амбуаз
м2- Жан де Монмирай (ум. 1244), виконт Камбре.